# Chiesa di San Sebastiano (Finale Ligure)
La chiesa di San Sebastiano è un edificio religioso sito in via Perti Alto nella frazione di Perti a Finale Ligure, in provincia di Savona.

## Storia e descrizione
La chiesa fu edificata nel 1489 per volere del cardinale Carlo Domenico Del Carretto. L'edificio ha la particolarità di non aver subito trasformazioni di stile nei secoli successivi, a parte il rifacimento degli altari in stile barocco, presentandosi pertanto al suo stato originario di costruzione.
La facciata presenta tre oculi decorati da cornici in laterizio a tinte bianche e rosse e da archetti in stile gotico con cornice a dentelli; risalente all'epoca rinascimentale è il portale recante lo stemma cardinalizio del promotore della chiesa.
L'interno è diviso in tre navate, con abside quadrangolare, con colonne in pietra del Finale e archi tondi. Presso l'altare, a destra, è conservato un affresco datato al 1493 raffigurante il beato Damiano Fulcheri. Il campanile a vela è somigliante a quello presente presso la chiesa di Sant'Eusebio.